# Heer (Maastricht)
Pour les articles homonymes, voir Heer.
Heer, en hiersj Hier, est un quartier de la ville néerlandaise de Maastricht, dans la province du Limbourg néerlandais. Heer compte environ 7 600 habitants.

## Géographie

### Situation
Le quartier est situé au sud du quartier de Scharn. À l'ouest se trouve le quartier de Randwyck et à l'est la ville de Fauquemont. Au sud se trouvent les quartiers de De Heeg et Vroendaal.

### Urbanisme
Heer se compose principalement de logements de faible hauteur. Cela inclut certaines anciennes fermes dans le vieux centre. Depuis les années 1960, de petits lotissements ont été construits autour du village, en particulier à l'est de l'autoroute. L'un de ces quartiers, un peu isolé sur le côté sud, a été spécialement construit en 1961 pour les Amboinais (originaires du sud des Moluques). Le quartier Eyldergaard a été construit au sud du manoir Eyl à la fin des années 1990.

## Histoire
Le 1er juillet 1970, Heer fut rattachée à Maastricht.

## Culture et patrimoine

### Patrimoine
Heer comprend quelques châteaux et des fermes seigneuriales. Le château De Burght est un donjon d'origine médiévale, mais sa forme actuelle date en grande partie du XVIIIe siècle. Au cours de l'Ancien Régime, le château a servi de prison au chapitre de Saint-Servais. Le manoir Eyl est une bastide du XVIe siècle avec des jardins étaient cultivés au XVIIIe siècle. Les décorations en stuc à l'intérieur sont de Petrus Nicholaas Gagini. La maison a, pendant un certain temps, été utilisée comme résidence officielle du gouverneur du Limbourg.
Il ne reste de l'ancienne église du XVIIIe siècle de Heer (de Mathias Soiron) que les murs extérieurs. L'église actuelle est un bâtiment de style néo-roman de 1905 de l'architecte de Ruremonde Caspar Franssen. La chapelle du couvent Opveld, à la périphérie du village, est une église expressionniste en brique spéciale de l'architecte Theo van Kan.

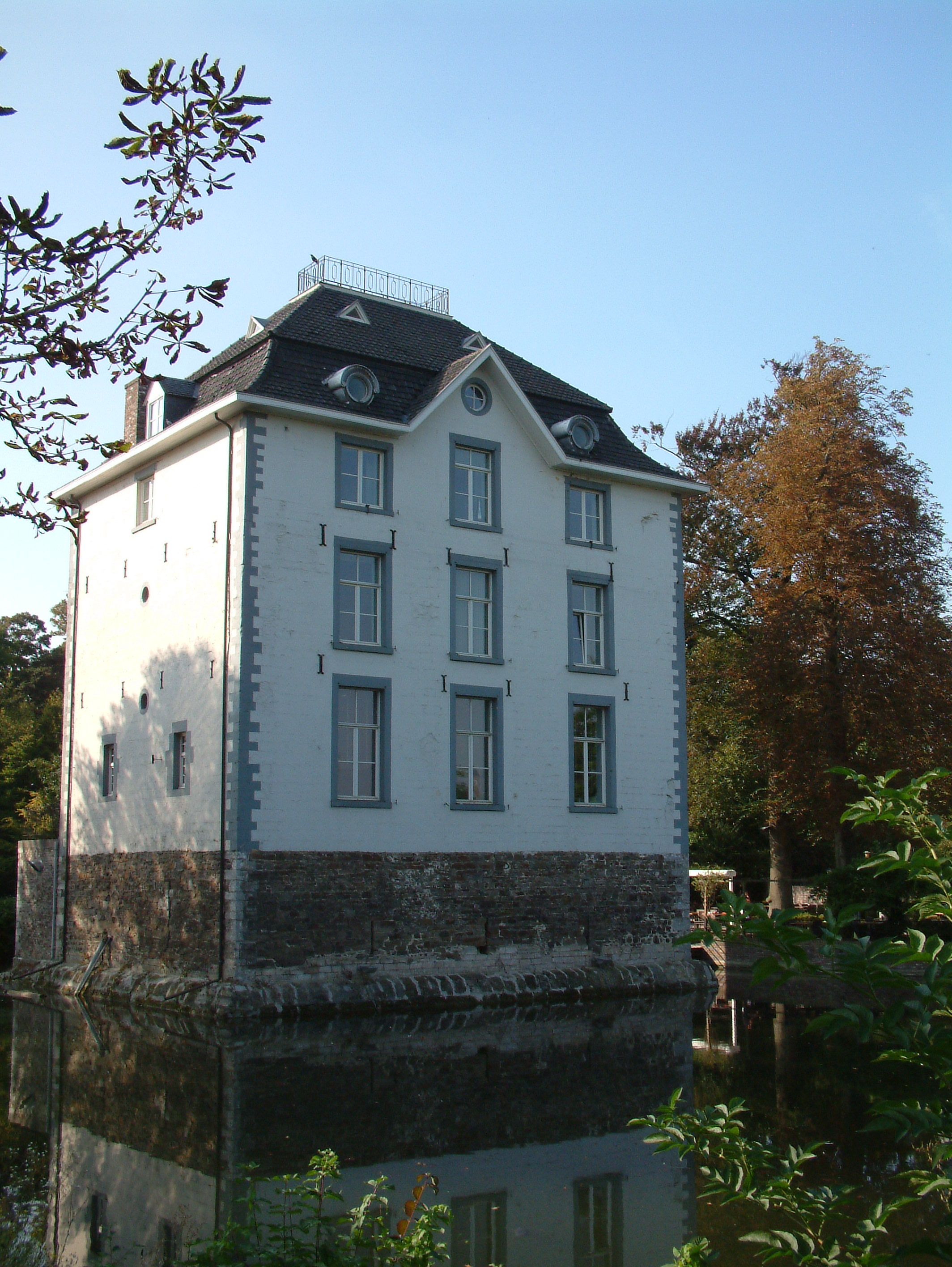
Château De Burght.
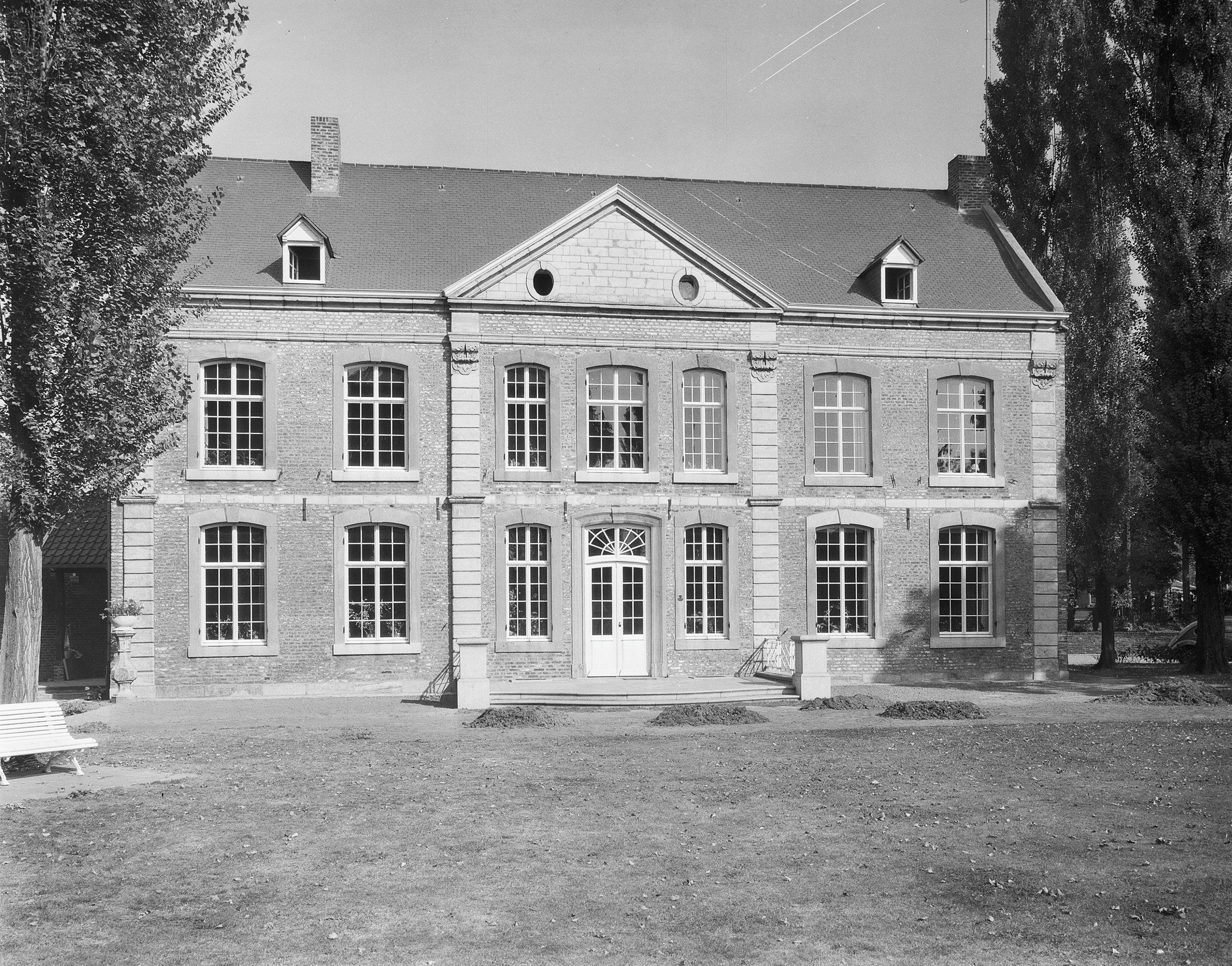
Manoir Eyll.
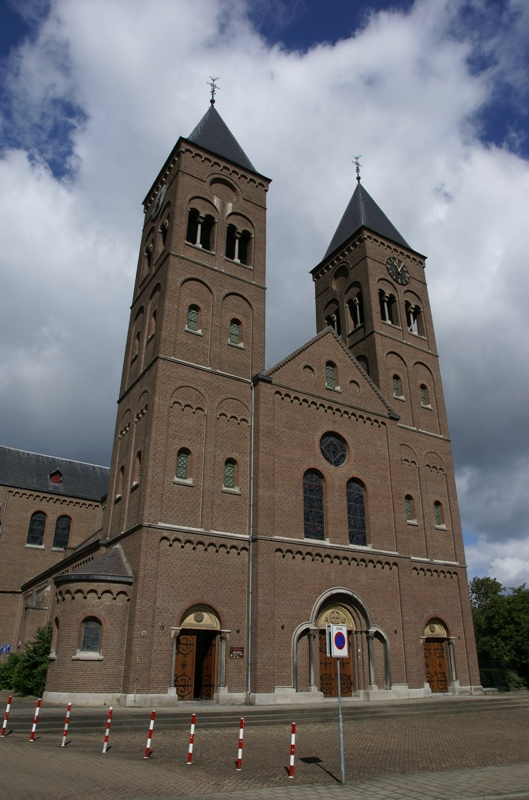
Église Saint-Pierre-aux-Liens.
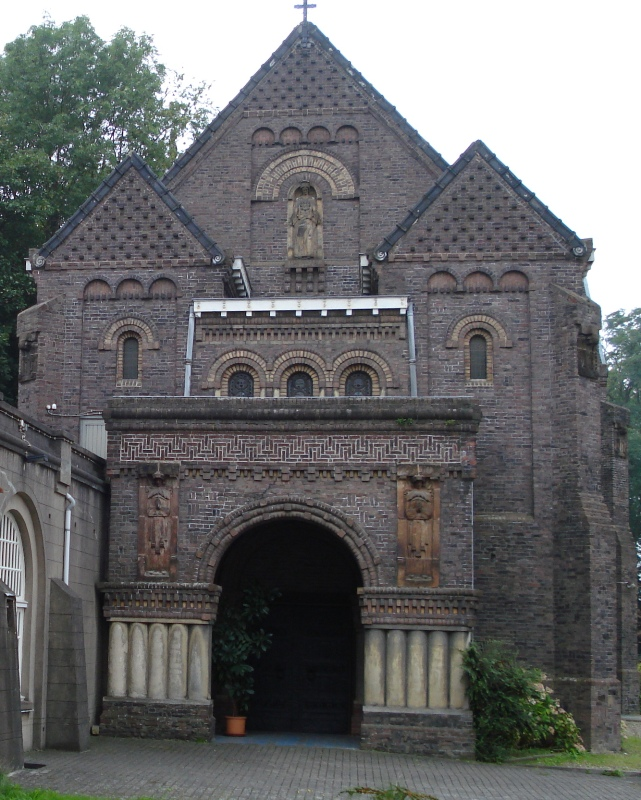
Chapelle Opveld.

### Dialecte
Heer a son propre sociolecte qui se rapproche du maastrichtois. Le centre de Heer est traversée par la ligne Panninger qui divise Heer en deux parties linguistiques. La partie occidentale utilise quelques mots avec une forme allongée (« laank »), tandis que l'est étend moins les mots (« lank »). Il y a aussi une différence dans la prononciation des mots (néerlandais) « wie » et « die », prononcé « weej » et « deej » d'un côté de la ligne et « wae » et « dae » de l’autre. Quelque chose de semblable se produit avec le son « aa » : ainsi, d'un côté du village on prononcera « verplaots », et de l’autre « verplaatsj ». À Maastricht, le dialecte hiersj est souvent reconnu par l'utilisation fréquente de « sj », là ou le maastrichtois n'utilise qu’un « s ». Pourtant, la compréhension entre les deux était difficile. Au cours des dernières années, cependant, les différences sont devenues de plus en plus floues par le rattachement de Heer à Maastricht.

## Services
Le quartier comprend plusieurs écoles dont le collège Porta Mosana, des installations sportives, un grand centre commercial, et plusieurs restaurant. Vers 1960, Heer comptait plus de 30 bars, mais la plupart d'entre eux ont fermé au cours du temps. Au bord de l'arrondissement, le long de l'A2, se trouvent quelques hôtels. Au centre du village se trouve la grande église catholique de Saint-Pierre-aux-Liens.

## Associations
Heer compte plusieurs associations. Le quartier compte plusieurs clubs de football, dont le RKSV Heer. Certains joueurs du club (Francois Herben, Nico Mares, Gerrie Schrijnemakers, Maurice Hofman en Mark Luijpers) ont également joué pour les clubs professionnels de MVV Maastricht, Fortuna Sittard et SV Roda JC Kerkrade. En outre, le quartier compte plusieurs chœurs et deux orchestres de cuivres (Koninklijke Harmonie van Heer et Heer Vooruit). Heer a son propre carnaval, CV de Sjraveleirs, Hier, créé le 11 novembre 1966.

## Sources
- (nl) Cet article est partiellement ou en totalité issu de l’article de Wikipédia en néerlandais intitulé « Heer (Maastricht) » (voir la liste des auteurs).

## Compléments